# Anisographe albipuncta
Anisographe albipuncta är en fjärilsart som beskrevs av W. Warren 1899. Anisographe albipuncta ingår i släktet Anisographe och familjen mätare. Inga underarter finns listade i Catalogue of Life.